# José Varacka
José Varacka (Buenos Aires, 27 de maio de 1932 – 23 de outubro de 2018) foi um futebolista e treinador argentino que competiu na Copa do Mundo FIFA de 1966.

## Carreira

### Como jogador
Varacka jogou por três das cinco grandes equipes da Argentina. Ele começou sua carreira em 1952 com o Independiente. Em 1954, ele jogou e marcou em uma famosa vitória por 6-0 sobre o Real Madrid. Ele se juntou ao River Plate em 1960, onde jogou por seis temporadas.
Em 1966, Varacka se juntou ao San Lorenzo mas jogou apenas uma temporada no clube, depois ele passou pelo Colo-Colo do Chile e pelo Miraflores do Peru antes de se aposentar em 1967.
Varacka jogou nas edições de 1958 e 1966 da Copa do Mundo da FIFA. Ele jogou na Copa América de 1956 e 1959.

### Como treinador
Varacka começou sua carreira como treinador no Gimnasia de La Plata em 1968. Ele também treinou o Boca Juniors e o River Plate. 
Ele ganhou dois títulos colombianos durante seus quatro períodos como técnico do Atlético Junior (1977 e 1980).
Em 1981, ele evitou o rebaixamento do Argentinos Juniors no último dia da temporada ao derrotar seu antigo time, o San Lorenzo, por 1 a 0. 
Varacka foi auxiliar de Vladislao Cap na seleção argentina que disputou a Copa do Mundo de 1974 na Alemanha. Faleceu aos 86 anos de idade.

## Títulos
Seleção Argentina
- Copa América: 1959
- Campeonato Pan-Americano: 1960
- Taça das Nações: 1964